# Västra Örsjökälltjärnen
Västra Örsjökälltjärnen är en sjö i Malung-Sälens kommun i Dalarna och ingår i Dalälvens huvudavrinningsområde. Vid provfiske har abborre fångats i sjön.